# 中谷信夫
中谷信夫（1920年5月4日—1992年5月21日），日本棒球選手，出生於京都府京都市，曾經效力於日本職棒福岡軟體銀行鷹等隊伍，於1955年退休，生涯通算90次勝投。